# Coupe d'Europe hivernale des lancers 2009
La 9e édition de la Coupe d'Europe hivernale des lancers s'est déroulée les 14 et 15 mars 2009 à Los Realejos sur l'île de Tenerife, en Espagne. La compétition est organisée par l'Association européenne d'athlétisme.

## Résultats

### Hommes
| Épreuves          | Or                     | Argent                  | Bronze                     |
| Lancer du poids   | Lajos Kürthy 20,06 m   | Manuel Martínez 20,00 m | Nedzad Mulabegovic 19,69 m |
| Lancer du disque  | Gerd Kanter 69,70 m    | Markus Münch 64,90 m    | Frank Casañas 64,70 m      |
| Lancer du javelot | Tino Häber 77,78 m     | Mihkel Kukk 76,60 m     | Mervyn Luckwell 74,86 m    |
| Lancer du marteau | Krisztián Pars 80,38 m | Marco Lingua 79,66 m    | Nicola Vizzoni 78,51 m     |

### Femmes
| Épreuves          | Or                        | Argent                | Bronze                     |
| Lancer du poids   | Nadzeya Astapchuk 18,80 m | Anca Heltne 18,76 m   | Chiara Rosa 18,55 m        |
| Lancer du disque  | Nicoleta Grasu 62,61 m    | Żaneta Glanc 60,45 m  | Vera Begic 59,27 m         |
| Lancer du javelot | Mariya Abakumova 61,87 m  | Moonika Aava 60,76 m  | Ásdís Hjálmsdóttir 60,42 m |
| Lancer du marteau | Anita Wlodarczyk 75,05 m  | Betty Heidler 73,45 m | Silvia Salis 71,77 m       |

## Classement par équipes
| Place | Pays      | Points |
| ----- | --------- | ------ |
| 1     | Allemagne | 4337   |
| 2     | Espagne   | 4297   |
| 3     | Russie    | 4209   |
| 4     | Estonie   | 4191   |
| 5     | Roumanie  | 3973   |
| 6     | Portugal  | 3913   |
| 7     | Israël    | 3163   |

| Place | Pays      | Points |
| ----- | --------- | ------ |
| 1     | Roumanie  | 4223   |
| 2     | Italie    | 4216   |
| 3     | Allemagne | 4203   |
| 4     | Russie    | 4154   |
| 5     | Suède     | 3870   |
| 6     | Espagne   | 3836   |
| 7     | Portugal  | 3819   |
| 8     | Israël    | 3133   |